# Klaas Lodewyck
Klaas Lodewyck (Roeselare, Flandes Occidental, 24 de març de 1988) és un ciclista belga, professional des del 2009 fins al 2015. Actualment és el director esportiu de l'equip BMC Development.
El 2014 se li va detectar una arrítmia cardíaca que el van fer apartar de la competició i a finals de 2015 es va retirar definitivament.

## Palmarès
- 2005
  - 1r al Circuit Het Volk Juniors
- 2006
  - Vencedor d'una etapa al Münsterland Tour Juniors
- 2007
  - Vencedor d'una etapa de la Ronda de l'Oise
  - Vencedor d'una etapa del Triptyque des Barrages

### Resultats al Giro d'Itàlia
- 2011. 147è de la classificació general
- 2013. No surt

### Resultats a la Volta a Espanya
- 2012. 116è de la classificació general
- 2013. 120è de la classificació general